# Манси (Пенсилванија)
Манси (енгл. Muncy) град је у америчкој савезној држави Пенсилванија.

## Демографија
По попису из 2010. године број становника је 2.477, што је 186 (-7,0%) становника мање него 2000. године.
| Група             | 2000.         | 2010.         |
| Белци             | 2.605 (97,8%) | 2.375 (95,9%) |
| Афроамериканци    | 1 (0,0%)      | 5 (0,2%)      |
| Азијати           | 6 (0,2%)      | 26 (1,0%)     |
| Хиспаноамериканци | 25 (0,9%)     | 43 (1,7%)     |
| Укупно            | 2.663         | 2.477         |